# Paronchestus
Paronchestus is een geslacht van Phasmatodea uit de familie Phasmatidae. De wetenschappelijke naam van dit geslacht werd voor het eerst geldig gepubliceerd in 1908 door Ludwig Redtenbacher.

## Soorten
Het geslacht Paronchestus omvat de volgende soorten:
- Paronchestus charon Redtenbacher, 1908
- Paronchestus cornutus (Tepper, 1905)
- Paronchestus pasimachus (Westwood, 1859)